# عزلة الجعافرة (ذمار)

تعديل مصدري - تعديل

عزلة الجعافرة هي إحدى عزل مديرية المنار في محافظة ذمار اليمنية ويبلغ تعداد سكانها 3925 نسمة حسب التعداد السكاني في اليمن لعام 2004.